# Kaapse blesmolrat
De Kaapse blesmolrat (Georychus capensis) is een knaagdier uit de familie van de molratten (Bathyergidae), dat in oppervlakkige gangen op 0,5-2,5 cm onder de grond leeft op een dieet van voornamelijk bollen, knollen en wortelstokken. De soort heeft een dichte, wollige vacht die op de kop bijna zwart is met een sterk contrasterende witte tekening in het gezicht en op de kop. De ogen zijn heel klein en zwart, de vier beitelvormige snijtanden groeien door de boven- en onderlip heen, en er zijn geen oorschelpen. Op de rug van het sigaarvormig lijf is de vacht roodbruin of bruinachtig, en zilverachtig wit op de flanken. De soort heeft korte poten met grote voeten en een korte, op een aantal grove witte borstelharen na kale staart. De dieren wegen ongeveer 180 g. Ze leven individueel in een gangenstelsel van 50–130 m lang. De dieren knagen zich een weg door de grond met hun snijtanden en werken de losse grond met hun voeten naar achter. De Kaapse blesmolrat komt niet alleen voor in de Kaapprovincies van Zuid-Afrika, maar ook in KwaZoeloe-Natal en Mpumalanga.

## Beschrijving
De Kaapse blesmolrat is een middelgrote molratsoort met een gewicht van ongeveer 180 g, die een opvallende witte tekening in het gezicht en op het hoofd heeft. De vacht is dik en wollig, roodbruin, vaak met een bruinachtige tint, terwijl vacht op de flanken zilverachtig wit is. Het lichaam is sigaarvormig en ongeveer 16 cm lang. De poten zijn kort en stevig en voeten zijn relatief groot met leerachtige zolen. De kop is groot en stomp met een hoefijzervormige neus. De vacht op de kop is koolzwart tot diep roodbruin met een witte tekening. De snuit en lippen zijn wit behaard. De ogen zijn klein en zwart van kleur, omzoomd door een grote oogring van witte haren. De opening van de gehoorgang steekt iets uit maar uitwendige oorschelpen ontbreken. De vacht heeft een grote witte vlek rondom de ooropening. De voor- en achterpoten zijn meestal wit behaard en de voet van de achterpoten is 2,5–3 cm lang. De staart is ongeveer 2 cm lang, roze van kleur en kaal maar met een aantal uitstralende witte borstelharen. De snorharen zijn 1–2 cm langer dan de vacht. Korte stijve haren begrenzen de mondopening, staart en de buitenranden van voeten. De mannetjes en vrouwtjes zijn even groot. De testikels zitten in de buikholte. G. capensis heeft vier tepels op de buik en twee in de liezen.
De schedel van Georychus capensis is dorsoventraal afgeplat. Volwassen exemplaren hebben een kenmerkende richel van been die in de lengte over de middellijn van de bovenkant en achterkant van de schedel loopt. De snijtanden zijn wit en niet gegroefd, en blijven hun hele leven doorgroeien. Ze slijten snel in de natuur doordat de dieren de grond los bijten om tunnels te graven. De tandformule van G. capensis is 1.0.1.31.0.1.3 × 2 = 20, dat wil zeggen twee snijtanden, geen hoektanden, twee valse kiezen en zes ware kiezen, zowel in de boven- als in de onderkaak.  De jukbeenbogen zijn sterk naar buiten gebogen. De opening in het bovenkaakbeen (of foramen infraorbitale) is klein en afgerond. Valse kiezen zijn ook bij volwassen dieren aanwezig. De onderkaakbeenderen zijn niet vergroeid, waardoor de onderste snijtanden ten opzichte van elkaar kunnen bewegen.

### Aanpassingen aan de leefwijze
De Kaapse blesmolrat graaft tunnels met zijn grote snijtanden. Wanneer de kaken volledig open zijn tijdens het graven, sluiten 2 huidflappen achter de snijtanden de mondholte af. Ook de stijve borstelharen rond de mond helpen het zand buiten te houden. Hij drinkt niet maar krijgt voornamelijk water binnen uit de bollen, knollen en wortelstokken (watergehalte van 70-80%) en de bovengrondste vegetatie die hij eet. De Kaapse blesmolrat heeft een ruime dikke darm en blindedarm die een grote hoeveelheid micro-organismen bevat die cellulose verteren. Net als konijnen, eet de Kaapse duinmolrat na de eerste darmpassage de eigen uitwerpselen om daaruit de afbraakproducten die de micro-organismen gevormd hebben op te nemen. Aminozuren worden dan direct via de darmwand opgenomen. De soort is warmbloedig en heeft een stabiele maar lage lichaamstemperatuur (36 °C) bij een omgevingstemperatuur van 12–32 °C. Het basaal metabolisme is laag in vergelijking met andere knaagdieren van vergelijkbare grootte, maar vergelijkbaar met dat van andere molratten (0,59 ml O2/g per uur).

### Verschillen met verwante soorten
De Kaapse blesmolrat lijkt qua grootte op de Damaraland-molrat (Fukomys damarensis), maar G. capensis heeft een opvallende witte gezichtstekening rond de ogen die afwezig is bij F. damarensis en hij mist de tastharen die bij F. damarensis overal verspreid door de vacht heen steken.

### Fossielen
De oudste fossielen die voldoende op het skelet van de Kaapse blesmolrat lijken om als voorouder te kunnen worden beschouwd, kwamen voor in het Vroeg Pleistoceen in het gebied dat bekend staat als de Wieg van de mensheid. Fossielen uit het Midden Pleistoceen die toegeschreven worden aan het geslacht Georychus, zijn gevonden bij Hopefield aan de westkust van de West-Kaap. Deze locatie bevindt zich in het huidige verspreidingsgebied van de Kaapse blesmolrat.

## Taxonomie en naamgeving
De Duitse ontdekkingsreiziger en natuuronderzoeker Peter Simon Pallas was de eerste die de Kaapse blesmolrat beschreef in 1778 en hij gaf deze de wetenschappelijke naam Mus capensis. Hoewel de geslachtsnaam Georychus al in 1811 werd geïntroduceerd door Johann Karl Wilhelm Illiger, duurde het tot 1833–1835 voordat de Schot Andrew Smith de huidige combinatie Georychus capensis creëerde. In 1834 noemde de Franse natuuronderzoeker Georges Cuvier het dier Mus buffoni. Tien jaar later beschreef de Duitse zoöloog Martin Lichtenstein een Kaapse blesmolrat onder de naam Fossor leucops. Oldfield Thomas en Harold Schwann onderscheiden in 1906, dieren uit de omgeving van Knysna als Georychus capensis canescens. In 1913 meende Austin Roberts dat de populatie rondom Belfast in de Zuid-Afrikaanse provincie Mpumalanga voldoende verschilde om een aparte soort te onderscheiden, Georychus yatesi.
De geslachtsnaam Georychus betekent grondverplaatser. De soortnaam capensis verwijst naar de vangstplaats van het exemplaar dat oorspronkelijk is beschreven.

## Voortplanting en ontwikkeling
Kaapse blesmolratten zijn solitair, agressief en zeer territoriaal. De dieren houden onderling contact door te trommelen. Het trommelen aan het begin van het paarseizoen verschilt van het geluid dat de rest van het jaar wordt gemaakt. Mannetjes en vrouwtjes trommelen aan het begin van het paarseizoen op verschillende frequenties. Het begin van paarseizoen gaat bij mannetjes gepaard met verhoogde testosteronconcentraties in de urine en vergroting van de testikels. Het trommelen met de achterpoten door mannetjes gaat in periodes van ongeveer 2 minuten met een ritme van 30 maal per seconde. Dit geluid is voor mensen boven de grond te horen tot een afstand van ongeveer 10 m. Het geluid van de vrouwtjes is lager, met ongeveer 20 slagen per seconde. Het mannetje neemt meestal het initiatief tot de paring en die kort duurt. De jongen worden geboren van augustus tot december. Een vrouwtje krijgt maximaal 2 nesten per jaar. De draagtijd is 44-48 dagen. Het vrouwtje kan tijdens de zwangerschap bijna 40% in gewicht toenemen. In gevangenschap werden twee nesten geboren met een tussenpoos van 55 dagen. Een nest bestaat uit drie tot tien jongen (gemiddeld zes). Er worden ongeveer twee maal zoveel mannetjes als vrouwtjes geboren. Bij de geboorte zijn de jongen naakt en blind. De vacht verschijnt na een week en de ogen gaan open na 9 dagen. Na ongeveer tweeëneenhalve week wordt het eerste vaste voedsel gegeten. Na ongeveer een maand stopt de melkgift. Na ruim een maand beginnen de jongen met elkaar te vechten om de dominantie vast te stellen en ze trekken na ongeveer 50 dagen onder of boven de grond weg uit het gangenstelsel van de moeder. Na ongeveer anderhalf jaar zijn de dieren volwassen en ze kunnen ongeveer vijf jaar leven.

## Ecologie
De Kaapse blesmolrat komt voor in gebieden met gematigde temperaturen (ongeveer 25 °C) en een gemiddelde jaarlijkse neerslag van 500–800 mm, in leem-, klei- of alluviale bodems. Hij komt het meest voor in het zogenoemde kust- en bergfynbos, bos en savanne grasland.
Individuele volwassenen bevolken het grootste deel van het jaar hetzelfde gangenstelsel. De foerageertunnels liggen op 0,5-2,5 cm diep, hebben een doorsnede van 6–7 cm en de totale lengte van het stelsel is 50–130 m. Het gangenstelsel is volledig afgesloten van het oppervlak en de lucht is daardoor zuurstofarm (20,4%), kooldioxiderijk (1,2-12%) en vochtig (95-100%), maar de temperatuurschommelingen zijn gedempt (12 °C in de winter en 26 °C in de zomer) ten opzichte van de oppervlakte. Het gangenstelsel bestaat verder uit een nestkamer, toiletkamers en voorraadkamers. In de voorraadkamers worden bollen, knollen en wortelstokken opgeslagen, waar de knoppen afgebeten worden zodra ze uitlopen. Graven doet de Kaapse blesmolrat met de snijtanden. Het dier duwt de uitgegraven grond met de voorpoten onder zijn romp door naar zijn achterpoten, die deze vervolgens verder naar achteren schoppen. Zodra de grond zich ophoopt, keert het dier om en duwt de grond voor zich uit door tunnels naar het oppervlak, waar er karakteristieke hopen ontstaan. Uitbreiding van het gangenstelsel vindt voornamelijk plaats na regen, als de grond zacht is en graven minder energie kost. De Kaapse blesmolrat eet voornamelijk bollen, knollen en wortelstokken van Hyacinthaceae (Albuca, Lachenalia en Ornithogalum), Iridaceae (Homeria, Micranthus en Romulea) en Oxalis, waarvan een aantal glycosiden bevat die giftig zijn voor vee, maar niet voor G. capensis. Deze ondergrondse reserveorganen worden door de Kaapse blesmolratten eerst ontdaan van hun vezelige rokken. Ongeveer 6% van het voedsel van de bestaat uit kruiden en grasachtige planten die van onder, aan de wortel, het hol in worden getrokken. De voedselvoorraad kan wel uit 5000 items bestaan, en wordt aangesproken bij voedselschaarste en tijdens het opgroeien van de jongen. Deze gebruiken hierdoor minder energie en bereiken na ongeveer een half jaar het gewicht van een volwassen dier. De Kaapse blesmolrat loopt het risico ten prooi te vallen aan roofdieren wanneer hij aan het oppervlak is, en dat is meestal wanneer grond het gangenstelsel uit wordt gewerkt. Molslangen (Pseudaspis cana) duwen hun kop in verse hopen en wachten tot de Kaapse duinmolrat de volgende lading aarde brengt. Dan grijpt de slang het dier van achteren en doodt deze door verwurging. De Kaapse cobra (Naja nivea) gaat open tunnels binnen. Dieren die zich boven de grond bevinden, zijn bijzonder kwetsbaar voor uilen en kleine rovers zoals de zadeljakhals (Lupulella mesomelas), en de kleine mangoestesoorten Herpestes pulverulentus en Herpestes ichneumon. Blauwe reigers vangen deze kleinere molratten tijdens overstromingen.
De gangenstelsels van de Kaapse blesmolrat kunnen overlappen met die van de Kaapse duinmolrat maar die liggen op grotere diepte.

## Verspreiding
De Kaapse blesmolrat komt uitsluitend voor in Zuid-Afrika, in een aaneengesloten gebied van het Kaapse Schiereiland in de provincie West-Kaap noordwaarts tot Citrusdal en Nieuwoudtville, en oostwaarts tot Port Elizabeth in de provincie Oost-Kaap. Geïsoleerde populaties komen voor in de provincie KwaZoeloe-Natal bij de grens met Lesotho, en rondom Belfast, Wakkerstroom en Ermelo in de provincie Mpumalanga.